# Shelbourne Football Club
Pour les articles homonymes, voir Shelbourne.
Maillots
Actualités
Le Shelbourne Football Club (en irlandais: Cumann Peile Shíol Broin), qu'on surnomme généralement Shels, est un club de irlandais de football basé à Dublin. Fondé en 1895, le club intègre la Irish Football League en 1904 puis forme avec 7 autres clubs la Football League of Ireland en 1921. Shelbourne a remporté 13 titres de champion d'Irlande et est un des seuls clubs avec Derry City et les Bohemians à avoir gagné à la fois la coupe IFA (Irlande unie) et la coupe FAI (Irlande). Les couleurs du club sont le rouge et le blanc. Shelbourne joue ses matchs à Tolka Park dans le quartier de Drumcondra au nord de Dublin.

## Historique

### 1895-1921: Les débuts
Shelbourne est créé en 1895 dans le quartier de Ringsend à Dublin. Les sept personnes à l'origine de la création du club choisissent le nom de Shelbourne en jouant à pile ou face : ils hésitaient entre le nom de deux rues de Ringsend, Shelbourne Road et Bath Avenue. Shelbourne joue ses premiers matchs au M'Lady's Field, un terrain vague près de Lansdowne Road.
Après avoir joué un temps dans le championnat de la province de Leinster, Shelbourne rejoint l'Irish Football League (à l'époque le championnat de toute l'Irlande) en 1904 et devient la même année le premier club irlandais à passer professionnel. Le club évolue en IFL jusqu'en 1921, excepté pendant la Première Guerre mondiale, période pendant laquelle Shelbourne retourne en championnat de Leinster à cause de l'arrêt de l'IFL. Avec trois coupes d'Irlande, une place de second en 1907 et cinq joueurs internationaux, Shelbourne est le meilleur club de Dublin. À partir de la saison 1913-1914, Shelbourne change de terrain et s'installe dans son quartier d'origine, à Shelbourne Park.

### 1921-1929: Premiers succès
À la suite de la partition de l'Irlande, le club quitte l'IFA et crée avec sept autres équipes dublinoises la League of Ireland (nommée à l'époque Free State League).
Lors de la première saison en 1922, Shelbourne remporte le League of Ireland Shield, un trophée d'avant-saison, et le conserve l'année suivante tout en accédant à la finale de la coupe d'Irlande. En 1926, les Shels remportent leur premier titre de champions, ainsi qu'un troisième Shield. Un deuxième titre est obtenu en 1929.

### 1930-1939: Reds United
Shelbourne remporte un troisième titre en 1931 puis en 1934 le club entre en conflit avec la League of Ireland : ces derniers avaient programmé deux matchs le même jour ! Cette dispute amène le club à quitter la League et n'avoir aucune activité durant la saison 1934-1935. L'année suivante, le club joue dans une petite ligue tandis qu'une équipe nommée Reds United composée des joueurs de Shelbourne joue en League of Ireland et finit à une honorable quatrième place. Shelbourne fait finalement son retour lors de la saison 1936-1937.
Les années 1930 sont marquées par la première victoire de Shelbourne en coupe d'Irlande face aux Sligo Rovers en 1939 devant 30 000 spectateurs.

### 1940-1959: Les Shels confirment
Les Shels enchaînent quelques saisons blanches avant de remporter à nouveau le titre de champion en 1944 en même temps que le Shield. Titre gagné après une victoire épique 5-3 face aux rivaux des Shamrock Rovers. Les Hoops auront néanmoins leur revanche en battant Shelbourne 3-2 en finale de coupe d'Irlande, empêchant ainsi les Reds d'empocher un triplé Coupe-Championnat-Shield.
En 1947, Shelbourne coiffe à nouveau les Rovers sur le poteau en emportant un cinquième titre de champion à la dernière journée.
Deux évènements marquent la saison 1948-1949 : un septième Shield et la fin des matchs de football à Shelbourne Park. En effet, le club prévoit de faire construire un nouveau stade à Irishtown.
En 1951, les Reds sont battus par Cork Athletic en finale de coupe d'Irlande puis remportent une sixième titre en 1953.
Les Shels utilisent divers stades dans les années 1950 en attendant le nouveau stade : Milltown, Dalymount Park et Tolka Park. Ils jouent finalement au Irishtown Stadium en 1955 mais c'est un vrai fiasco : le stade n'est pas fini et les infrastructures ne conviennent pas du tout. Shelbourne s'installe alors à Tolka Park dès la saison suivante.
Gerry Doyle devient manageur en 1956 et fait confiance à une talentueuse jeune génération de joueurs. Parmi eux, Tony Dunne qui sera transféré plus tard à Manchester United.

### 1960-1969: Les premières joutes européennes
En 1960, Shelbourne remporte enfin une deuxième coupe d'Irlande avec un parcours irréprochable : une série de victoires 3-0 contre les Bohemians, Shamrock Rovers et Dundalk avant de battre les Cork Hibernians en finale 2-0. En 1962, les Shels sont à égalité de points avec le Cork Celtic à la fin du championnat et doivent disputer un play-off qu'ils remportent pour le titre grâce à un but de Ben Hannigan. Shelbourne retrouve par contre sa malchance en coupe, s'inclinant en finale contre les Shamrock Rovers en étant privé de trois joueurs clés. La coupe est cependant gagnée l'année suivante grâce à une nouvelle victoire 2-0 sur les Cork Hibernians. 

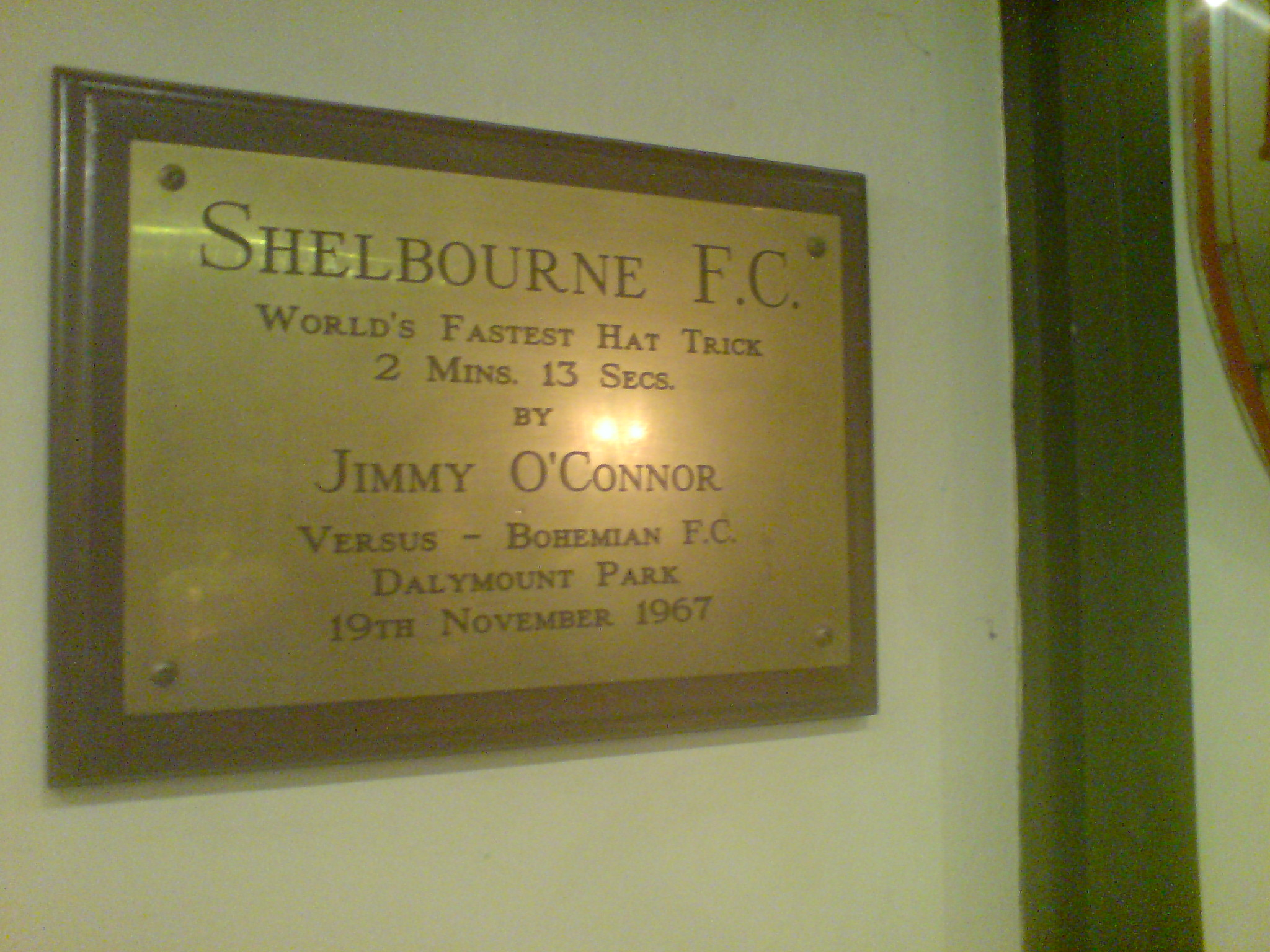
La plaque à Tolka Park commémorant le hat-trick le plus rapide jamais marqué.

Cette même saison 1962-1963 marque aussi les débuts de Shelbourne en coupe d'Europe dans une confrontation de prestige contre le Sporting Portugal que les Portugais remportent facilement. Cette participation est suivie par deux autres : en 1963-1964 en Coupe des vainqueurs de coupe contre le FC Barcelone et en 1964-1965 en Coupe des villes de foire (l'ancêtre de la Coupe UEFA) contre l'Atlético de Madrid après avoir éliminé Belenenses.
La fin des années 1960 est le début d'une période difficile pour les clubs irlandais avec la mainmise des clubs anglais et écossais sur les joueurs et médias de l'île.
À noter que lors d'un match contre les Bohemians le 19 novembre 1967, Shelbourne entre dans l'histoire en inscrivant le hat-trick le plus rapide au monde : Jimmy O'Connor marque trois buts en 2 minutes et 13 secondes, !

### 1970-1989: Les années noires
En battant Athlone Town pour le Shield en 1971, Shelbourne remporte ce qui sera son dernier trophée pour de nombreuses années. Idem en coupe d'Europe, avec une dernière participation infructueuse contre les Hongrois de Vasas la même saison avant d'aborder une longue période de disette.
Ne brillant pas en championnat, les Reds ne peuvent se rabattre sur une victoire en coupe : ils sont battus en 1973 en finale contre les Cork Hibernians puis subissent une défaite embarrassante contre les amateurs de Home Farm en demi-finale en 1975.
La signature de Jimmy Johnstone en 1978, l'ancien vainqueur de la Ligue des champions avec le Celtic Glasgow, n'arrange pas les affaires du club.
En 1985, la ligue d'Irlande crée une deuxième division et quatre clubs sont relégués à l'issue de la saison 1984-1985. Lors de la dernière journée, un miracle sauve Shelbourne de la descente : menés 2-0 à la mi-temps face à Galway United alors que la victoire est impérative, les Shels remportent le match 3 à 2. Ce n'est malheureusement que partie remise avec la descente en First Division la saison suivante mais Shelbourne remonte immédiatement en Premier League en 1987.
Après deux décennies dans le brouillard, l'avenir s'éclaircit pour les Shels en 1989 avec l'arrivée de Tony Donnelly à la présidence et le retour à Tolka Park, stade qu'ils avaient quitté en 1974 pour jouer dans quatre différents stades les années suivantes.

### 1990-1999: Le retour aux sommets
Un important investissement de la famille Donnelly fait remonter le club aux sommets avec un huitième titre décroché en 1991-1992, le premier depuis 30 ans, grâce à entre autres une victoire 3-1 sur Dundalk FC conclu par un but spectaculaire de Brian Flood. La saison 1992-1993 suivante est marquée par le retour de la coupe d'Europe, une élimination décevante contre les champions ukrainiens Tavria Simferopol, et la victoire en coupe face à Dundalk. Néanmoins en championnat, Shelbourne ne peut sortir vainqueur des play-offs les opposant à deux autres équipes : les Bohemians et Cork City.
Les deux saisons 1993-1994 et 1994-1995 sont blanches avec un maigre parcours en coupe des vainqueurs de coupe: une victoire sur Karpaty Lviv suivi par une défaite sèche contre le Panathinaikos.
Le succès revient en 1995-1996 avec un doublé coupe de la ligue/coupe d'Irlande. Cette dernière est remportée face à St. Patrick's Athletic à la suite d'un match mémorable : au bout de 20 minutes de jeu, Alan Gough le gardien de Shelbourne est exclu alors qu'il n'y a pas de gardien remplaçant, c'est donc avec Brian Flood le milieu de terrain dans les cages que les Shels luttent et parviennent à égaliser grâce à un but magnifique de Tony Sheridan en fin de match pour avoir droit à rejouer le match comme c'est la règle en cas de nul. La revanche fut remportée grâce à... Alan Gough qui sortit un penalty en fin de rencontre pour préserver le score de 1-0. La coupe d'Irlande est à nouveau remportée en 1996-1997 face à Derry City FC.
Alors que le succès en coupe est présent, on attend toujours un titre de champion et de meilleurs parcours en coupe d'Europe : les défaites contre ÍA Akranes en 1995 et SK Brann en 1996, ont à nouveau déçu.
La saison 1997-1998 suivante est un cauchemar : défaite en finale de coupe d'Irlande (contre Sligo Rovers), en finale de coupe de la ligue (contre Cork City FC), au premier tour de coupe des vainqueurs de coupe (contre Kilmarnock) et surtout le championnat perdu lors de la dernière journée au profit de St. Patrick's Athletic. Le manageur Damien Richardson démissionne à la suite de cet échec, et le club fait venir Dermot Keely, un entraineur réputé.
On retiendra de la saison 1998-1999 surtout le match aller premier tour de la coupe UEFA contre les Glasgow Rangers. Obligés de jouer en Angleterre dans le stade des Tranmere Rovers pour « raisons de sécurité », Shelbourne fait sensation en menant la partie 3-0 à l'heure de jeu avant de perdre le match... 3-5.

### 2000-2006: Shelbourne, fer de lance de la League
Après une première saison médiocre, Dermot Keely réussit une très belle saison 1999-2000 en remportant un doublé historique : coupe d'Irlande et championnat. Celui-ci est remporté avec la manière en ayant subi que deux défaites, tandis que la coupe fut remportée grâce à un but de Pat Fenlon en finale contre les Bohemians. Avec une élimination au premier tour de la Coupe Intertoto contre Neuchâtel Xamax, le parcours européen est par contre très décevant.
La saison suivante est par contre une grande déception puisque Shelbourne laisse à nouveau échapper le titre lors de la dernière journée cette fois aux Bohemians. En coupe UEFA, le club fait bonne figure en battant le club macédonien Sloga Jugomagnat Skopje et en offrant une bonne résistance face aux champions de Norvège, Rosenborg.
Le titre de champion gagné lors de la saison 2001-2002 est teinté de controverse : Shelbourne n'aurait pas remporté le titre si la FAI n'avait pas retiré 15 points à St Patrick's Athletic pour une affaire de joueurs non-enregistrés. En coupe UEFA, Shelbourne est sèchement éliminé au premier tour par Brondby.
Avec Pat Fenlon à la tête de l'équipe, le club n'arrive pas à conserver son titre de champion sortant lors de la saison 2002-2003. Le retour de Shelbourne dans les tours préliminaires de Ligue des champions est un vrai fiasco : les Shels se font sortir par le modeste club des Hibernians de Malte à la suite d'un but encaissé dans les arrêts de jeu à Tolka Park.
Shelbourne se rattrape en remportant d'affiliée les championnats des saisons 2003 et 2004 (le championnat d'Irlande ayant changé de calendrier). Alors que le parcours européen est quelconque en 2003 avec une défaite au premier tour de coupe UEFA contre les Slovènes de l'Olimpija Ljubljana, la campagne européenne 2004 est historique. En éliminant le KR Reykjavík puis en créant l'exploit face à l'Hajduk Split, Shelbourne devient le premier club irlandais à atteindre le troisième tour préliminaire de Ligue des champions. Les Shels affrontent à ce tour le Deportivo La Corogne et malgré un bon nul à Lansdowne Road devant 25 000 spectateurs, l'équipe est éliminée en perdant 3-0 en Espagne. Reversés en Coupe UEFA, Shelbourne font à nouveau bonne figure mais ne peuvent battre Lille.
À la suite de ces bonnes performances, le club fait venir de grands noms pour la saison 2005. Néanmoins le club ne parvient à obtenir qu'une troisième place en championnat et est battu en finale de la toute première Setanta Cup face à Linfield. Shelbourne est éliminé au deuxième tour préliminaire de Ligue des champions par le Steaua Bucarest après avoir battu Glentoran.
Les Shels renouent avec le succès en remportant le championnat 2006 grâce à une meilleure différence de buts que Derry. En coupe Intertoto, le club bat facilement les Lituaniens du Vetra Vilnius mais s'incline au tour suivant contre Odense.

### 2007-2011: Explosion financière et chemin de croix en First Division
À l'issue de la saison 2006, Shelbourne connait de graves problèmes financiers et croule sous les dettes. L'intersaison est un calvaire : la quasi-totalité des joueurs partent (à Drogheda pour une bonne partie d'entre eux, où ils gagneront le titre de champion), Pat Fenlon abandonne son poste mais surtout la menace de l'éviction du club de la ligue plane. En pleine incertitude et sans équipe, Shelbourne décide de ne participer à la Setanta Cup. Il faut attendre quelques jours avant la reprise du championnat pour connaître le verdict de la FAI : Shelbourne jouera en First Division pour la première fois depuis la saison 1986-1987. Alors que cette décision met fin à une période de succès et envoie le club dans les abimes du championnat, le fait de jouer encore dans la ligue est accueilli comme un véritable soulagement : nombreux furent les supporters et membres du club pensant que Shelbourne allait tout simplement disparaitre. Le club fait alors revenir Dermot Keely au poste de manager et celui-ci fait avec les moyens du bord pour mettre en place une équipe à 24 heures du début du championnat. Quelques semaines plus tard, on apprendra que Shelbourne renonce à sa place en Ligue des champions, de peur de mettre en péril le coefficient UEFA du championnat irlandais, et laisse sa place à Derry City. L'offrande se verra être peu judicieuse : Derry se fait éliminer dès le premier tour qualificatif par un club arménien (Pyunik Erevan).
La chute des Shels est un véritable coup dur pour le football irlandais : Shelbourne s'effondre alors que le club commençait à devenir le grand club que toute l'Irlande attendait.
La saison 2007 se passe donc dans l'anonymat de la First Division. Avec un effectif de fortune composé de jeunes, de quelques joueurs d'expériences recrutés à la hâte et de quelques prêts, les Shels réalisent une saison insignifiante, n'obtenant qu'une poignée de victoires en début de saison avant de redresser la barre et finir à la cinquième place à l'issue de la saison. 2007 sera également marquée par le décès tragique d'Oliver Byrne, l'actionnaire principal du club, dont la mémoire fut saluée par de nombreux hommages à Dublin mais également dans toute l'Irlande.
Le club affiche son ambition de remontée pour la saison 2008, et grâce à des finances plus saines, procède à un remaniement total de l'effectif. Shelbourne part favori mais se voit sérieusement concurrencé par Dundalk, Waterford United et le surprenant nouveau club de Dublin, le Sporting Fingal si bien qu'à mi-saison, les Shels sont distancés après une série de défaites. Shelbourne rattrape son retard et parvient à se placer en tête en fin de saison. Mais le titre (et donc la montée) échappe aux Shels à la dernière journée lorsque Limerick 37 égalise de manière dramatique dans les arrêts de jeux d'un match que Shelbourne devait gagner pour s'assurer la première place. C'est donc Dundalk qui monte en Premier Division.
Les Shels sont à nouveau malheureux en 2009, où ils terminent à un point du premier (UCD). L'équipe laisse alors échapper la remontée en perdant son match de play-off contre le Sporting Fingal. Dermot Keely abandonne le poste d'entraineur avant le début de la saison 2010, il est remplacé par Alan Mathews, ex-manager de Drogheda United et ancien joueur de Shelbourne.
En 2010, Shelbourne ne part pas favori avec l'introduction de vieilles connaissances en First Division : Cork et Derry, eux aussi victimes de troubles financiers. Ces derniers, favoris, remportent logiquement le championnat laissant les Shels lutter pour une place en play-off, mais une fois encore une dernière journée fatale voit l'équipe perdre à domicile contre Waterford, reléguant Shelbourne à une très décevante quatrième place. La saison est sauvée par une victoire en Leinster Senior Cup, remportée avec la manière après plusieurs victoires contre des clubs de Premier Division y compris contre les Shamrock Rovers, qui seront sacrés champion cette saison-là.
La roue tourne enfin en 2011, et bien que le club ait perpétué sa tradition de laisser échapper les succès à la dernière seconde en perdant le titre en encaissant un but à la 94e minute de la dernière journée contre Cork, Shelbourne termine néanmoins à la seconde place significative de promotion directe en Premier Division. La saison est marquée également par le parcours du club en coupe d'Irlande malgré un début étriqué (une victoire sur tapis vert contre les amateurs de Sheriff YC après avoir perdu le match 3-2), les Shels se hissent en finale après avoir éliminé St Patrick's Athletic. Opposés aux tenants du titre, les Sligo Rovers, l'équipe sort un grand match malgré un carton rouge contestable dès la demi-heure de jeu, mais Sligo s'impose aux tirs au but.

### 2012-2013: Passage en Premier Division
Pour son retour au plus haut niveau irlandais, en 2012, Shelbourne obtient un maintien confortable en terminant à la huitième place. L'équipe atteint également les demi-finales de la coupe, s'inclinant contre Derry lors du match retour.
Mais la saison suivante est catastrophique pour le club. Alan Matthews présente sa démission à l'issue de la treizième journée, alors que l'équipe pointe en dernière position et ne totalise qu'une seule victoire. John McDonnell, ancien entraineur de St Patrick's Athletic, est nommé nouvel entraineur le 24 mai. Ce changement d'entraineur ne suffira pas et le club terminera dernier avec seulement 21 points en 33 matchs.

### 2014-2021: Galère au second echelon
Après cette relégation, Shelbourne va passer 6 années en first division, avant d'être promu à l'issue de la saison 2019, ayant terminé premier avec 60 points, mais sera directement relégué après avoir fini avant-dernier. 
En 2021, le club finira de nouveau premier de first division et sera de nouveau promu dans l'élite du football irlandais.

### Depuis 2022-: Premier division
Une fois sa promotion obtenue, le club entame 2022 avec pour objectif le maintien, maintien obtenu avec une belle septième place, et surtout une finale de Coupe d'Irlande, malheureusement perdue 3-0 contre Derry.
La saison suivante est pleine de promesse avec une quatrième place synonyme de qualification pour la Ligue Conférence, grace à la victoire de St. Pat's en Coupe d'Irlande.
2024 commence de la meilleure des manière pour Shelbourne, avec une première place à la mi-saison, le club nourri des espoirs de titre. Dans le même temps, en coupe d'Europe, le club s'impose 3-2 en cumulé contre Saint Joseph's FC, près de 20 ans après sa dernière victoire européenne.
Le club remporte le titre en fin de saison mais au cours de la saison 2025, Damien Duff décide de démissioner. Il est remplacé le 4 juillet 2025 par Joey O'Brien.

## Bilan sportif

### Palmarès
National
- League of Ireland Premier Division
  - Champion : 1926, 1929, 1931, 1944, 1947, 1953, 1962, 1992, 2000, 2002, 2003, 2004, 2006 et 2024

- League of Ireland First Division
  - Vice-champion : 1987, 2008, 2009, 2011 et 2021

- Coupe d'Irlande
  - Vainqueur : 1939, 1960, 1963, 1993, 1996, 1997, 2000
  - Finaliste : 1923, 1925, 1944, 1949, 1951, 1962, 1973, 1975, 1995, 1998, 2011

- Coupe du Président d'Irlande
  - Vainqueur en 2025

- Coupe de la Ligue irlandaise
  - Vainqueur : 1996
  - Finaliste : 1994, 1998, 2006

- Coupe IFA
  - Vainqueur : 1906, 1911, 1920
  - Finaliste : 1905, 1907, 1908

- Setanta Sports Cup
  - Finaliste : 2005

- League of Ireland Shield
  - Vainqueur : 1922, 1923, 1926, 1930, 1944, 1945, 1949, 1971

- Supercoupe d'Irlande
  - Vainqueur : 2001
  - Finaliste : 1999

- Top Four Cup
  - Vainqueur : 1962
  - Finaliste : 1960

- Gold Cup
  - Vainqueur : 1915

Régional
- Leinster Senior Cup
  - Vainqueur : 1900, 1901, 1904, 1906, 1908, 1909, 1913, 1914, 1917, 1919, 1924, 1931, 1946, 1949, 1963, 1968, 1972, 1994, 2010

- Dublin City Cup
  - Vainqueur : 1942, 1947, 1963, 1965

### Bilan européen
Légende
- Victoire ou qualification pour le tour suivant
- Match nul
- Défaite ou élimination de la compétition

Note : dans les résultats ci-dessous, le score du club est toujours donné en premier.
| Saison    | Compétition                | Tour                | Club                 | Domicile | Extérieur | Total       |
| --------- | -------------------------- | ------------------- | -------------------- | -------- | --------- | ----------- |
| 1962-1963 | Coupe des clubs champions  | Seizièmes de finale | Sporting Portugal    | 0 - 2    | 1 - 5     | 1 - 7       |
| 1963-1964 | Coupe des coupes           | Seizièmes de finale | FC Barcelone         | 0 - 2    | 1 - 3     | 1 - 5       |
| 1964-1965 | Coupe des villes de foires | 32es de finale      | CF Belenenses        | 1 - 1    | 0 - 0     | 1 - 1 2 - 1 |
| 1964-1965 | Coupe des villes de foires | Seizièmes de finale | Atlético Madrid      | 0 - 1    | 0 - 1     | 0 - 2       |
| 1971-1972 | Coupe UEFA                 | 32es de finale      | Vasas SC             | 0 - 1    | 1 - 1     | 1 - 2       |
| 1992-1993 | Ligue des champions        | Tour préliminaire   | Tavria Simferopol    | 0 - 1    | 3 - 1     | 3 - 2       |
| 1992-1993 | Ligue des champions        | Seizièmes de finale | Panathinaïkos        | 0 - 3    | 1 - 2     | 1 - 5       |
| 1995-1996 | Coupe UEFA                 | Tour préliminaire   | ÍA Akranes           | 0 - 3    | 0 - 3     | 0 - 6       |
| 1996-1997 | Coupe des coupes           | Tour préliminaire   | SK Brann             | 1 - 3    | 1 - 2     | 2 - 5       |
| 1997-1998 | Coupe des coupes           | Tour préliminaire   | Kilmarnock FC        | 1 - 2    | 1 - 1     | 2 - 3       |
| 1998-1999 | Coupe UEFA                 | Premier tour Q      | Rangers FC           | 3 - 5    | 0 - 2     | 3 - 7       |
| 1999      | Coupe Intertoto            | Premier tour        | Neuchâtel Xamax      | 0 - 0    | 0 - 2     | 0 - 2       |
| 2000-2001 | Ligue des champions        | Premier tour Q      | Sloga Jugomagnat     | 1 - 0    | 1 - 1     | 2 - 1       |
| 2000-2001 | Ligue des champions        | Deuxième tour Q     | Rosenborg BK         | 1 - 3    | 1 - 1     | 2 - 4       |
| 2001-2002 | Coupe UEFA                 | Tour préliminaire   | Brøndby IF           | 0 - 2    | 0 - 3     | 0 - 5       |
| 2002-2003 | Ligue des champions        | Premier tour Q      | Hibernians FC        | 2 - 2    | 0 - 1     | 2 - 3       |
| 2003-2004 | Coupe UEFA                 | Tour préliminaire   | Olimpija Ljubljana   | 0 - 2    | 0 - 3     | 0 - 5       |
| 2004-2005 | Ligue des champions        | Premier tour Q      | KR Reykjavik         | 0 - 0    | 2 - 2     | 2E - 2      |
| 2004-2005 | Ligue des champions        | Deuxième tour Q     | Hajduk Split         | 2 - 3    | 2 - 0     | 4 - 3       |
| 2004-2005 | Ligue des champions        | Troisième tour Q    | Deportivo La Corogne | 0 - 0    | 0 - 3     | 0 - 3       |
| 2004-2005 | Coupe UEFA                 | Premier tour        | LOSC Lille           | 2 - 2    | 0 - 2     | 2 - 4       |
| 2005-2006 | Ligue des champions        | Premier tour Q      | Glentoran FC         | 2 - 1    | 4 - 1     | 6 - 2       |
| 2005-2006 | Ligue des champions        | Deuxième tour Q     | Steaua Bucarest      | 0 - 0    | 1 - 4     | 1 - 4       |
| 2006      | Coupe Intertoto            | Premier tour Q      | Vėtra Vilnius        | 1 - 0    | 4 - 0     | 5 - 0       |
| 2006      | Coupe Intertoto            | Deuxième tour Q     | Odense BK            | 0 - 3    | 1 - 0     | 1 - 3       |
| 2024-2025 | Ligue Conférence           | Premier tour Q      | Saint Joseph's FC    | 2 - 1    | 1 - 1     | 3 - 2       |
| 2024-2025 | Ligue Conférence           | Deuxième tour Q     | FC Zurich            | 0 - 0    | 0 - 3     | 0 - 3       |
| 2025-2026 | Ligue des champions        | Premier tour Q      | Linfield FC          | 1 - 0    | 1 - 1     | 2 - 1       |
| 2025-2026 | Ligue des champions        | Deuxième tour Q     | Qarabağ FK           | 0 - 3    | 0 - 1     | 0 - 4       |
| 2025-2026 | Ligue Europa               | Troisième tour Q    | HNK Rijeka           | 1 - 3    | 2 - 1     | 3 - 4       |
| 2025-2026 | Ligue Conférence           | Barrages Q          | Linfield FC          | -        | -         | -           |

1. ↑  Match d'appui disputé à Dublin.